# Hydraena arachthi
Hydraena arachthi är en skalbaggsart som beskrevs av Ferro och Manfred A. Jäch 2000. Hydraena arachthi ingår i släktet Hydraena och familjen vattenbrynsbaggar. Inga underarter finns listade i Catalogue of Life.